# Zvonařka (usedlost)
Zvonařka je zaniklá usedlost v Praze-Vinohradech, která se nacházela v ulici U Zvonařky na ostrohu nad potokem Botič. Je po ní pojmenována místní část Vinohrad, ulice U Zvonařky a Pod Zvonařkou a tramvajové obratiště Zvonařka.

## Historie
Území někdejší usedlosti Zvonařka lze zhruba vymezit ulicemi Varšavská, Lublaňská, Bruselská a Jana Masaryka. Je pravděpodobné, že toto území bylo vinicí již koncem 12. století, ještě před rozvojem vinařství za Karla IV.
V 16. století patřila vinice s usedlostí pražskému významnému zvonaři a kováři Brikcímu z Cimperka. Odtud se zachoval název Zvonařka. Do konce 17. století patřila šlechtickému rodu Pachtů z Rájova. Roku 1688 ji majitel daroval za dobré služby svému hofmistrovi Václavu Arnoštu Kriegerovi. Ten ji zvětšil přikoupením sousední vinice Karbanky a výrazně ji zvelebil, z doby jeho působení je také poprvé doložen název Zvonařka. Později usedlost patřila hraběti Canalovi (jemuž patřila také dnes již zaniklá zahrada Kanálka), od nějž ji koupil baron Jakub Wimmer.
Po Wimmerově smrti byla usedlost rozparcelována. Koncem 19. století byla usedlost zbourána v souvislosti s plánovanou výstavbou Královských Vinohrad.

## Chmelova továrna na šunku a uzenářské zboží
Roku 1889 koupili usedlost manželé Antonín a Josefa Chmelovi a do roku 1894 zde vybudovali technicky moderní špičkově vybavenou továrnu na zpracování uzenin.